# EFEC
Beim Event-feature-emotion-complex framework (EFEC) handelt es sich um ein von Jorge Moll und Mitarbeitern begründetes neuroethisches Modell, um die Entstehung von moralischen Emotionen aufgrund neuroanatomischer und neurophysiologischer Erkenntnisse zu erklären. Die grundlegende Idee ist, dass moralische Empfindung aus der Kombination folgender drei Hauptelemente erzeugt wird:
- strukturiertes Ereigniswissen („structured-event-knowledge“),
- sozial wahrnehmende und funktionelle Eigenschaften („social perceptual and functional features“),
- zentrale Motivationszustände („central motive states“).

## Strukturiertes Ereigniswissen
Der präfrontale Cortex (PFC) strukturiert und speichert kontextabhängiges Wissen und Erfahrungen aus erlebten Situationen in einzelnen Sequenzen und abstrahiert daraus ein Konzept für diese Ereignisse, um später wieder darauf zurückgreifen zu können. Inhaltlich verschiedene Typen von Informationen wie z. B. die Darstellung von Objekten, Handlungen, Erfahrungen etc. werden in verschiedenen Bereichen des präfrontalen Cortex gespeichert. Routineaufgaben und Erlerntes werden hierbei in eher posterior gelegenen Bereichen des PFC gespeichert. Die Darstellung unbekannter oder schlecht vorhersagbarer Ereignisse wird eher im dorsolateralen PFC (DLPFC) vorgenommen, während die mehr anterior gelegenen Bereiche des PFC für die speicherung von Langzeitzielen verantwortlich sind.

## Sozial wahrnehmende und funktionelle Eigenschaften
Die Bewältigung des permanenten Stroms sozialer Wahrnehmungen wie z. B. Mimik, Körpersprache, Stimmlage etc. erfordert die Fähigkeit, relevante soziale Informationen effektiv aus der Umwelt extrahieren zu können. Die Bewältigung dieser gewaltigen Informationsflut basiert auf komplexen Mustern semantischen Wissens. Die Pars posterior des Sulcus temporalis superior (STS) ist eine Schlüsselregion für diese Fähigkeiten. Personen mit Läsionen in diesem Hirnareal zeigen eine verminderte Fähigkeit, soziale Informationen wie z. B. Mimik und Körpersprache richtig zu entschlüsseln. Einen ähnlichen Effekt beobachtet man bei Autisten.
Sozial funktionelle Eigenschaften sind solche, die kontextunabhängige, semantische Eigenschaften aus verschiedenen sozialen Situationen extrahieren und speichern. Bedeutend hierfür ist der anteriore Temporallappen.

## Zentrale Motivationszustände
Zusammen mit limbischen/paralimbischen Regionen und Strukturen des Hirnstamms spielt die Aktivität des Hypothalamus eine zentrale Rolle für „ungerichtete“ Emotionen wie z. B. sexuelle Erregbarkeit, Hunger, Aggression, soziale Beziehungen etc. Diese grundlegenden Emotionen können u. a. auch von außen, zum Beispiel durch elektrische Stimulation, Läsionen, durch Intoxikation aber auch durch Neuromodulatoren usw. beeinflusst werden. 

## Entstehung moralischer Emotionen
Die Entstehung moralischer Emotionen bedarf letztlich der Integration dieser drei Hauptkomponenten. Ein Beispiel:
Die moralische Emotion „Mitleid“ entsteht durch die Verknüpfung von:
- kontextunabhängigen, sozial wahrnehmbaren Eigenschaften, wie etwa dem traurigen Gesichtsausdruck eines Kindes.
- abstraktem, kontextunabhängigem Wissen über Konzepte, zum Beispiel dem Wissen über die Hilflosigkeit von Waisenkindern.
- Motivationszuständen wie etwa Trauer, Besorgnis, persönliche Bindung in Kombination mit kontextbezogenem Ereigniswissen, etwa dass die Chancen für eine Adoption schlecht sind.

Eine Person, die in dem Erkennen und Interpretieren von Gesichtsausdrücken beeinträchtigt ist (z. B. durch Hirnverletzung oder Autismus) wird die entsprechenden moralischen Emotionen nicht empfinden. Gleiches gilt beispielsweise ebenso für eine Person, die im Lernen gesellschaftlicher Konzepte oder moralischer Werte beeinträchtigt ist.

## Fazit
Durch die Integration der drei Elemente können Effekte durch Läsionen, durch fehlerhafte Interpretation sozialer Signale, Motivationen, semantisches Wissen sowie Zusammenhänge und kulturell unterschiedliche Moralauffassungen erklärt werden. Der Ausfall eines bestimmten Teils dieses Systems bedingt eine bestimmte Verhaltensauffälligkeit, so z. B. zeigen Patienten mit Schädigungen des DLPFC Auffälligkeiten im Bereich des Umgangs mit ungewohnten Situationen.
Grundsätzliche moralische Prinzipien sind kulturunabhängig. Die Auslösung dieser natürlichen, „grundmoralischen“ Prinzipien wird jedoch noch durch erlernte und kulturelle Faktoren modifiziert (Abstraktes, kontextunabhängiges Wissen). Das heißt letztlich, die eine moralische Wahrnehmung auslösende Situation ist abhängig vom soziokulturellen Umfeld und den damit vermittelten moralischen Wertungen.